# Ioannis Andreou
Ioannis Andreou (řec. Ιωάννης Ανδρέου) byl řecký plavec, který závodil na konci 19. století za klub Omílou Pezopóron Pireus (Ομίλου Πεζοπόρων Πειραιώς). O jeho životě není nic bližšího známo.
Andreou se účastnil plavecké soutěže na 1. olympijských  hrách 1896 v Athénách na mořské zátoce v Pireu v závodě na 1200 m volným způsobem. Účastnilo se devět plavců ze čtyř zemí v čele s Maďarem Alfrédem Hajósem, vítězem závodu na 100 m volný způsob. Hajós se záhy ujal vedení a vypracoval si brzy stometrový náskok. Vyhrál časem 18:22.2 minut. Až takřka o tři minuty později připlaval na druhém místě Andreou  (čas 21:03.4 min), časy dalších závodníků zřejmě nebyly změřeny, třetí skončil další Řek Efsthasios Chorafas. Vítěz závodu na 500 m Rakušan Paul Neumann  byl po předchozím závodě tak vyčerpán, že závod nedokončil a na břeh ho zřejmě dopravila doprovodná loď.